# Mali Podlog
Mali Podlog je naselje v Občini Krško.